# 5657 Groombridge
Az 5657 Groombridge (ideiglenes jelöléssel 1936 QE1) a Naprendszer kisbolygóövében található aszteroida. Karl Wilhelm Reinmuth fedezte fel 1936. augusztus 28-án.